# Monhystrella lepidura
Monhystrella lepidura är en rundmaskart som först beskrevs av Andrassy 1963.  Monhystrella lepidura ingår i släktet Monhystrella och familjen Monhysteridae. Inga underarter finns listade i Catalogue of Life.